# ایتارو سوزوکی
ایتارو سوزوکی (انگلیسی: Eitaro Suzuki) کشتی‌گیر اهل ژاپن بود. وی در بازی‌های المپیک تابستانی ۱۹۳۲ شرکت کرده‌است.